# Kippov aparat
Kippov aparat vrsta je složenog laboratorijskog posuđa koje služi za kontroliranu proizvodnju malih količina plinova, najčešće sumporovodika, vodika i ugljikovog(IV) oksida. Proizvode se uglavnom od stakla, a ima ih i od polietena.
Uređaj je građen od dva dijela. Donji se sastoji od polukugle (ima i funkciju postolja) spojene sa središnjom kuglom koja sadrži tubus i ubrušeno grlo, u koje sjeda gornji dio - kugla s dugim vratom koji doseže do dna aparata.
Kroz tubus je provučen pipac. Središnja kugla na svojem dnu ima rupičastu gumenu pločicu na koju se polaže kruti reagens u obliku granula.
Na vrh se obično postavlja sigurnosni lijevak s malo vode, da se spriječi isparavanje kiseline.
Otvaranjem pipca na središnjoj kugli, pada tlak u donjem dijelu aparata, te se iz vršne kugle spušta tekući reagens, puni središnju kuglu i dolazi u kontakt s krutinom na pločici. Razvijeni plin struji kroz pipac. Zatvaranjem pipca, raste tlak zbog razvijanja plina, tekućina se spušta u polukuglu i penje natrag u vrh aparata. Reakcija prestaje i aparat je ponovno pod tlakom.
| Plin               | reagens u srednjoj kugli     | tekući reagens                                 |
| ------------------ | ---------------------------- | ---------------------------------------------- |
| sumporovodik       | željezov(II) sulfid          | sumporna kiselina                              |
| vodik              | cink ili drugi pogodan metal | razrijeđena klorovodična ili sumporna kiselina |
| ugljikov(IV) oksid | kalcijev karbonat            | klorovodična kiselina                          |

Dobiveni plinovi nisu čisti, jer nose paru kiseline, te se prije korištenja moraju pročistiti i osušiti u ispiralicama, tornjićima ili U-cijevima za sušenje.
Kippov aparat izumio je nizozemski ljekarnik, kemičar i proizvođač znanstvenih instrumenata Petrus Jacobus Kipp.